# رافائلا آپاریسیو
رافائلا آپاریسیو (اسپانیایی: Rafaela Aparicio‎؛ ۹ آوریل ۱۹۰۶ – ۹ ژوئن ۱۹۹۶) بازیگر اهل اسپانیا بود. وی بین سال‌های ۱۹۳۵ تا ۱۹۹۶ میلادی فعالیت می‌کرد. 
از فیلم‌هایی که وی در آن نقش داشته است می‌توان به سرکش، سرقت در ساعت ۳، جنوب و گاوبازی اشاره کرد.